# Primera Iglesia de Cristo, Científico (Berkeley)
Primera Iglesia de Cristo, Científico, Berkeley, ahora también conocida como Christian Science Society, Berkeley, es una iglesia de Ciencia cristiana, ubicada en 2619 Dwight Way en Bowditch Street al otro lado de la calle de People's Park, en Berkeley, California (Estados Unidos).
La Christian Science Society, Berkeley continúa reuniéndose en el edificio de su iglesia de más de 100 años.

## Historia
La histórica iglesia de 1910 fue diseñada por el renombrado arquitecto Bernard Ralph Maybeck, en un estilo American Craftsman, con elementos de estilo neobizantina, neorrománico y neogótico. La iglesia es considerada una de las obras maestras de Maybeck.
El plan básico es el de una cruz cuadrada o griega, con dos pares de grandes armaduras cruzadas que se extienden por encima del espacio central. En 1929 se agregó a la Iglesia una adición de escuela dominical.

### Monumento Histórico
Fue declarado Monumento Histórico Nacional en 1977 y está en el Registro Nacional de Lugares Históricos en el condado de Alameda.
En octubre de 2005, los Amigos de la Primera Iglesia de Berkeley recibieron una prestigiosa subvención federal Save America's Treasurers (SAT), por el reemplazo del techo y el fortalecimiento sísmico de la Iglesia de 1910 y gran parte de la adición de la Escuela Dominical de 1929.
La iglesia recibió una Subvención de Implementación de Conservación Arquitectónica Getty en 2006, para permitir la finalización del fortalecimiento sísmico de la Iglesia y la adición de la Escuela Dominical. En 2009 y 2010, Friends of First Church Berkeley recibió las subvenciones de asociación comunitaria del canciller de la Universidad de California en Berkeley para restaurar el jardín de la iglesia.